# Максимов, Владимир Васильевич
Влади́мир Васи́льевич Макси́мов (настоящая фамилия — Самусь; 15 [27] июля 1880, Санкт-Петербург — 22 марта 1937, Ленинград) — русский и советский актёр театра и кино. Заслуженный артист Республики (1925).

## Биография
Владимир Максимов родился в Петербурге, некоторое время учился на юридическом факультете Петербургского университета, в 1902 году окончил Императорское Училище правоведения, но юристом не стал — в 1904 году он поступил в студию при Художественном театре.
Максимов обладал хорошими внешними данными, красивым голосом, пластичностью, легкой эмоциональной возбудимостью и имел успех как на сцене, так и на экране. В 1904—1906 годах он служил в Художественном театре; среди сыгранных ролей — Дмитрий Шуйский в спектакле «Царь Фёдор Иоаннович» и Треплев в «Чайке». В 1905 году участвовал в эксперименте К. Станиславского и Вс. Мейерхольда под названием «Студия на Поварской».
В 1906 году актёр перешёл в Малый театр, играл, в частности, Молчалина в «Горе от ума» и Глумова в пьесе А. Н. Островского «Бешеные деньги».
В 1909 году Максимов гастролировал с труппой Н. Н. Синельникова в Екатеринодаре, в 1910 году на сцене театра Незлобина играл Армана Дюваля в «Даме с камелиями» А. Дюма-сына. В 1911 году вернулся в Малый театр, где служил до 1918 года.
В 1918 году в Петрограде Максимов принял участие в создании Большого драматического театра и стал одним из ведущих его актёров. В спектакле «Дон Карлос» по трагедии Ф. Шиллера, которым 15 февраля 1919 года открылся БДТ, он играл заглавную роль.

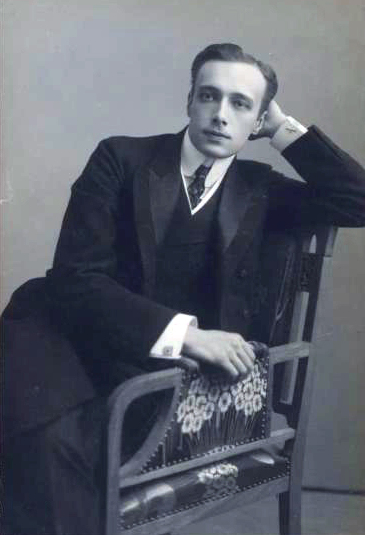
Владимир Максимов, 1912 год

В 1924 году Максимов покинул Большой драматический, недолгое время был актёром театра Государственного народного дома; в 1925—1926 годах выступал на сцене театра «Комедия» в качестве партнёра Елены Грановской. В дальнейшем выступал на эстраде как чтец, участвовал в цирковых представлениях.
Владимир Максимов был одним из самых популярных актёров немого кино. Дебютировал в кинематографе в 1910 году в фильме Василия Гончарова «В полночь на кладбище», снялся более чем в 60 фильмах. Коронным для Максимова стал образ «слащавого любовника в безукоризненном фраке», который он впервые создал в салонной мелодраме «Труп № 1346» (1912) В последний раз появился на экране в 1926 году, сыграв Александра I в фильме Александра Ивановского «Декабристы».
В 1915 году Максимов попробовал свои силы в кинорежиссуре, снял 6 фильмов, лишь один из которых — «Мурочка-маникюрочка» — вызвал более или менее одобрительные отзывы критики. Начал он с экранизации скандальных уголовных дел («В золотой паутине Москвы» по материалам дела Прасолова, «Московский волк»), затем экранизировал скандальный роман Арцыбашева «У последней черты», фильм навлёк на себя единодушный гнев критики, упрекавшей его в халтурности и порнографии. В 1917 году Максимов снял ещё 2 фильма, но больше к режиссуре не возвращался.
С 1924 года Максимов занимался также педагогической деятельностью, преподавал в Ленинградском институте сценических искусств.
Умер в 1937 году. Похоронен на Никольском кладбище; в 1956 г. прах перенесён на Литераторские мостки.

## Творчество

### Театральные работы
Московский Художественный театр

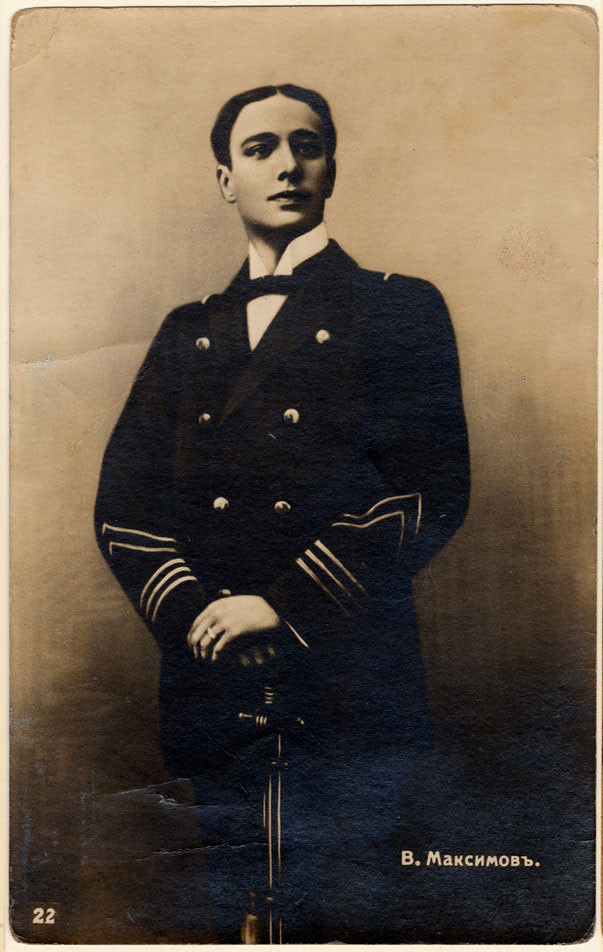
Максимов В. В. в образе.

- 1904 — «Царь Фёдор Иоаннович» А. К. Толстого; постановка К. С. Станиславского и В. И. Немировича-Данченко — Дмитрий Шуйский
- 1904 — «Чайка» А. П. Чехова; постановка К. С. Станиславского и В. И. Немировича-Данченко — Треплев

Малый театр
- «Горе от ума» А. С. Грибоедова — Молчалин
- «Таланты и поклонники» А. Н. Островского — Бакин
- «Бешеные деньги» А. Н. Островского — Глумов
- «Макбет» У. Шекспира — Малькольм

Большой драматический театр
- 1919 — «Дон Карлос» по трагедии Ф. Шиллера; постановка А. Н. Лаврентьева — Дон Карлос
- 1919 — «Много шума из ничего» У. Шекспира; постановка Н. Н. Арбатова — Клавдио
- 1919 — «Разбойники» Ф. Шиллера; постановка Б. М. Сушкевича — Карл Моор
- 1920 — «Венецианский купец» У. Шекспира; постановка А. Н. Бенуа — Бассанио
- 1921 — «Рюи Блаз» В. Гюго; постановка Н. В. Петрова — Рюи Блаз
- 1922 — «Юлий Цезарь» У. Шекспира; постановка К. П. Хохлова — Антоний

«Пассаж» (театр «Комедия»)
- 1923 — «Дама с камелиями» А. Дюма-сына — Арман Дюваль

### Фильмография
| - 1910 — В полночь на кладбище - 1911 — Каширская старина - 1912 — Анфиса - 1912 — Лишённый солнца - 1912 — Труп № 1346 - 1913 — Ключи счастья - 1913 — Разбитая ваза - 1913 — Сын палача - 1914 — Как смерть, прекрасна - 1914 — Мимо жизни - 1914 — На скамье подсудимых - 1914 — Пляска среди мечей - 1914 — Страсть безрассудная - 1914 — Таверна Сатаны - 1914 — Тьма и её сокровища - 1914 — Энвер-Паша — предатель Турции - 1915 — Бич человека - 1915 — В золотой паутине Москвы - 1915 — Демон зла - 1915 — Исповедь падшей - 1915 — Красивая башня - 1915 — Невольник разгула | - 1915 — Петербургские трущобы - 1915 — Тайна липовой аллеи - 1916 — Власть первого - 1916 — Во имя великого искусства - 1916 — Вор - 1916 — Гнёт рока - 1916 — Давайте занавес - 1916 — Даниэль Рок - 1916 — Золото, искусство и любовь - 1916 — На зов совести - 1916 — Невинная жертва - 1916 — Раб земли - 1916 — Ради счастья - 1916 — Роковые мотивы - 1916 — Чаша запретной любви - 1916 — Чёрные тени - 1916 — Я помню вечер - 1917 — Блуждающие огни - 1917 — Жизнь Барона - 1917 — История одного унижения - 1917 — Как они лгут - 1917 — Кира Зубова | - 1917 — На алтарь красоты - 1917 — Очи старой гадалки - 1917 — Позабудь про камин, в нём погасли огни - 1917 — Раб женщины - 1917 — Судьбы жестокие удары - 1917 — Тобой казнённые - 1917 — У камина - 1918 — Бархатные когти - 1918 — Женщина, которая изобрела любовь - 1918 — Живой труп - 1918 — Молчи, грусть… молчи… - 1918 — Сказка любви дорогой - 1919 — Мы сегодня расстались с тобой - 1922 — Скорбь бесконечная - 1923 — Дипломатическая тайна - 1923 — Слесарь и канцлер - 1923 — Часовня святого Иоанна - 1923 — Человек человеку волк - 1924 — Конец рода Лунич - 1924 — Простые сердца - 1926 — Декабристы. |